# Peregrinación Nacional Obrera a Roma

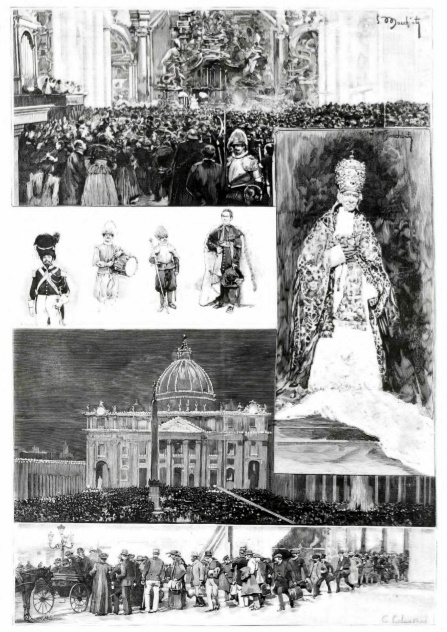
Peregrinación Nacional Obrera a Roma. La Ilustración Española y Americana. 30 de abril de 1894.

La Peregrinación Nacional Obrera a Roma fue un viaje desde España a la Santa Sede en abril de 1894 por la publicación de la encíclica Rerum novarum de León XIII en 1891.

## Historia
Fue organizada por el jesuita Antonio Vicent Dols, partidario de la acción social católica, con el apoyo del cardenal arzobispo de Valencia, Ciriaco Sancha y Hervás.
Claudio López Bru, II marqués de Comillas, colaborador habitual de Vicent, fue presidente de la Junta Nacional organizadora y financió la peregrinación. El viaje se hizo en barcos de la Compañía Trasatlántica Española, de la cual formaba parte.
Los primeros peregrinos partieron de Valencia el 10 de abril. Aquel día hubo disturbios en Valencia de grupos anticlericales en los alrededores del palacio arzobispal. En total, participaron en la peregrinación los barcos Montevideo, España, Bellver, Baldomero Iglesias y Buenos Aires. En todos ellos, se celebró misa durante el viaje. Los barcos llegaron a Civitavecchia.
El primer grupo de españoles que se congregó en Roma fue unas de unas 10 000 personas. En este grupo estaba san Manuel González García.
El 15 de abril este grupo peregrinos estuvo en la Basílica de San Pedro de Roma, donde tuvo lugar la ceremonia de beatificación de Juan de Ávila. El día 16 de abril fueron recibidos en audiencia por el papa León XIII un grupo quince obispos españoles, encabezados por el cardenal arzobispo de Sevilla Benito Sanz y Forés. Aquel día los romeros fueron a misa a la Basílica de Santa María la Mayor. El 17 de abril fue recibido por León XIII un grupo de doce representantes de la Casa Real. Aquel día los peregrinos fueron a una misa en la Basílica de San Lorenzo Extramuros. El 18 de abril los peregrinos acudieron a la celebración de la Eucarística en la Basílica de San Pedro por el papa León XIII. El papa dio un sermón en el que alabó la labor de la Iglesia española y a aquella peregrinación.
El 21 de abril se congregó en Roma un segundo grupo de romeros españoles, de 8 000 personas. El 22 de abril tuvo lugar, en la Basílica de San Pedro, la ceremonia de beatificación de Diego José de Cádiz. Esta fue presenciada por santa Ángela de la Cruz. El día 24 de abril, en la Basílica de San Pedro, el papa pronunció un sermón que fue un resumen del que había dado el 18 de abril. Este grupo abandonó Roma el 25 de abril.